# Aquitániai Adelheid francia királyné
Aquitániai Adelheid (945 és 952 között – 1004) a Poitiers-ház sarja, III. Vilmos aquitániai herceg és Adél normandiai hercegnő második gyermekeként és egyetlen leányaként. Egy bátyja volt, Vilmos herceg. Szüleik 935-ben házasodtak össze.

## Élete
Apai nagyszülei: Aquitániai Ebalusz herceg és második felesége, Emilienne, anyai nagyszülei: Normandiai Rolló roueni gróf és első neje, Bayeux-i Poppa grófnő
Apja 969-ben, politikai okokból férjhez adta őt Capet Hugó frank királyhoz, aki hat évvel volt idősebb nála. 27 évig éltek házasságban, mely idő alatt összesen három gyermekük jött világra, egy fiú és két leány:
- Hedvig (970 körül-1013 után), ő hozzáment IV. Regnár mons-i grófhoz, akinek négy örököst szült, Regnárt, Lampertet, Beatrixot és Ermentrude-t.
- Róbert (972-1031), ő II. Róbert néven követte apját a trónon 996-ban. Háromszor nősült, első hitvese Rozália itáliai hercegnő volt, akitől elvált, mert nem lehetett gyermeke tőle. Második neje Burgundiai Berta hercegnő volt, aki 999-ben halott fiút szült neki, s 1000-ben tőle is elvált. Harmadik felesége Arles-i Konstancia provence-i grófnő lett, aki hat gyermekkel ajándékozta meg őt, Hedviggel, Hugóval, Henrikkel, Adéllal, Róberttel és Odóval.
- Gizella (973-1002), ő I. Hugó ponthieu-i gróf hitvese volt, akinek két fiút szült, Enguerrand-ot és Guy-t.

987-ben koronázták királynévá. Férjével új dinasztiát alapítottak a Karoling-ház kihalása után, a Capet-házat. Hugó gyakran bízta meg nejét az ítélkezéssel, s engedte neki azt is, hogy olykor kivegye részét a királyság kormányzásából. Megkérte az asszonyt, hogy tárgyaljon a Német Birodalom akkori vezetőjével, a régenssel, azaz Theophanu császárnéval politikai ügyekben. Nyilván azt remélte, hogy nőként felesége többet elérhet a császárnénál, mint ő.
Adelheid 1004-ben hunyt el, 59 évesen. Többé nem ment férjhez. Végső nyughelye férje mellett van, a párizsi Szent Dénes Bazilikában.